# Ereteken voor Belangrijke Krijgsbedrijven
Het Ereteken voor Belangrijke Krijgsbedrijven, ook wel "Expeditie-Kruis of Kruis voor Krijgsverrichtingen" genoemd, is een Nederlandse militaire onderscheiding. Het op 19 februari 1869 ingestelde kruis wordt aan alle officieren, onderofficieren en manschappen toegekend die aan een bepaalde belangrijke expeditie deelnemen.
Het door de Kanselarij van de Militaire Willems-Orde bijgehouden register werd in 1949 gezuiverd. Een aantal oud-militairen had zich "onwaardig" getoond en verloor zijn onderscheiding.
Het kruis is vervaardigd van een goedkoop zilverkleurig metaal ("Berlijns zilver") en draagt de beeltenis van Koning Willem III binnen een kousenband met de woorden "VOOR BELANGRIJKE KRIJGSVERRIGTINGEN". Op de armen is het monogram van de stichter afgebeeld. De achterzijde is vlak. De onderscheiding had onder militairen de bijnaam “Loden Willem”.
Deze onderscheiding werd met een gesp waarop de expeditie vermeld staat verleend. Bij deelname aan meerdere belangrijk geachte expedities werd er een tweede of derde gesp op het lint bevestigd.
- Het bezit van een Eresabel wordt op het uniform aangeduid met een op het lint of de baton aangebrachte speld. Deze speld bestaat uit twee gekruiste gouden sabels en een beugelkroon.
- Een Eervolle Vermelding in een dagorder werd gesymboliseerd door een grote zilveren, sinds 1940 gouden, kroon op het lint van het Ereteken voor Belangrijke Krijgsbedrijven. Na de instelling van de Bronzen Leeuw verviel deze "Kroon voor Eervol Vermelden".

## Gespen

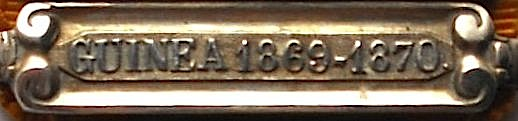
Gesp Guinea-expeditie 1869-1870

Op het ereteken werden, afhankelijk van de expedities waaraan de drager had deelgenomen, de volgende gespen bevestigd:
- Bali 1846
- Bali 1848
- Bali 1849
- Borneo 1850-1854
- Boni 1859
- Borneo 1859-1863
- Guinea 1869-1870 (De enige gesp voor gevechten buiten Nederlands-Indië)
- Deli 1872
- Atjeh 1873-1874
- Atjeh 1873-1876
- Samalangan 1877
- Atjeh 1873-1880
- Atjeh 1873-1885
- Atjeh 1873-1890
- Tamiang 1893
- Atjeh 1873-1896
- Atjeh 1896-1900
- Korintji 1903
- Djambi 1901-1904
- Gajo en Alaslanden 1904
- Atjeh 1901-1905
- Midden Sumatra 1903-1907
- Zuid Celebes 1905-1908
- Flores 1907-1908
- Kleine Soenda-eilanden 1905-1909
- Atjeh 1906-1910
- Atjeh 1911-1914
- W.afd.Borneo 1912-1914
- N.Guinea 1907-1915
- Ceram 1915
- Timor 1911-1917
- W.Kust Atjeh 1925-1927
- Timor 1942

Deze 33 gespen worden op de baton aangegeven door (maximaal vier) achtpuntige zilveren sterren.
In de Tweede Wereldoorlog werd het "Oorlogsherinneringskruis" ingesteld waarop met gespen gevechtsacties in Europa en Azië werden aangeduid.
|  |  |  |  |

Wanneer alleen het lint in de vorm van een baton op een uniform gedragen wordt mogen de gespen aangegeven worden door gebombeerde, dat wil zeggen naar boven toe puntige, sterren. Bij drie of vier gespen en drie of vier sterren wordt de breedte van de baton vergroot tot 37 millimeter in plaats van de gebruikelijke 27 millimeter. Er mogen desondanks niet meer dan 4 sterren op de baton worden gedragen. Het Ereteken voor Belangrijke Krijgsbedrijven, het Oorlogsherinneringskruis en het Ereteken voor Orde en Vrede zijn de enige onderscheidingen waarbij op de batons meer dan drie sterren worden gedragen en de enige Nederlandse batons die breder zijn dan de standaardmaat.